# Antonín Skřivan
Antonín Skřivan (7. dubna 1818 Krucemburk – 9. května 1887 Praha) byl pedagog a odborný spisovatel v oboru obchodu a účetnictví, autor českého názvosloví a zakladatel obchodní školy v Praze.
Po absolvování gymnázia v Německém Brodě nastoupil do zaměstnání v pražském obchodním domě Fr. Güllicha. Tam se z knih, které měl k dispozici, soukromě naučil účetnictví do té míry, že v roce 1839 začal tuto nauku sám vyučovat (k jeho žákům patřil např. Jindřich Fügner). Později působil jako úředník v různých obchodních firmách, zejména v německy mluvících oblastech (Úštěk, Višňová u Broumova). V té době také napsal odbornou práci o účetnictví, nikdo ji ale nevydal kvůli obavám z finančních ztrát.
V roce 1848 přijel do Prahy a zapojil se do činnosti vlasteneckého spolku Slovanská lípa ve výboru pro obchod a průmysl. Jeho snahou bylo, zavedení češtiny jako jazyka obchodu – náročný úkol vzhledem k tomu, že podnikatelská elita té doby vedla veškerou korespondenci v němčině. K tomu účelu vydal několik českých spisů, např. Nauka o slohu kupeckých listů (1850) a Počtářství pro život obecný se zvláštním zřetelem k třídě obchodní (1851 – 52). Roku 1851 pracoval na vytvoření české kupecké a směnečné terminologie v Komisi pro názvosloví vědecké, jejímž předsedou byl Pavel Josef Šafařík. V letech 1851 – 72 vyučoval účetnictví, směnkářství a počty na nedělní obchodní škole a psal další publikace o obecních spořitelnách, státních dluhopisech apod. V roce 1856 založil v Praze vlastní obchodní školu (kupecké učiliště), kterou během dalších 30 let navštěvovalo přes 5000 žáků. Vedle toho pomáhal při finanční organizaci českých spolků, byl členem pražského obecního zastupitelstva a správní rady pražských plynáren. Od roku 1861 vydával na pokračování Kupeckou bibliotheku, která seznamovala podnikatele s právními předpisy, účetními zásadami i obchodními zvyklostmi.
Svou publikační a pedagogickou činností se zasloužil o vychování národně uvědomělé třídy českých podnikatelů a živnostníků v druhé polovině 19. století.